# Onze-Lieve-Vrouw-van-Lourdeskapel (Nevele)

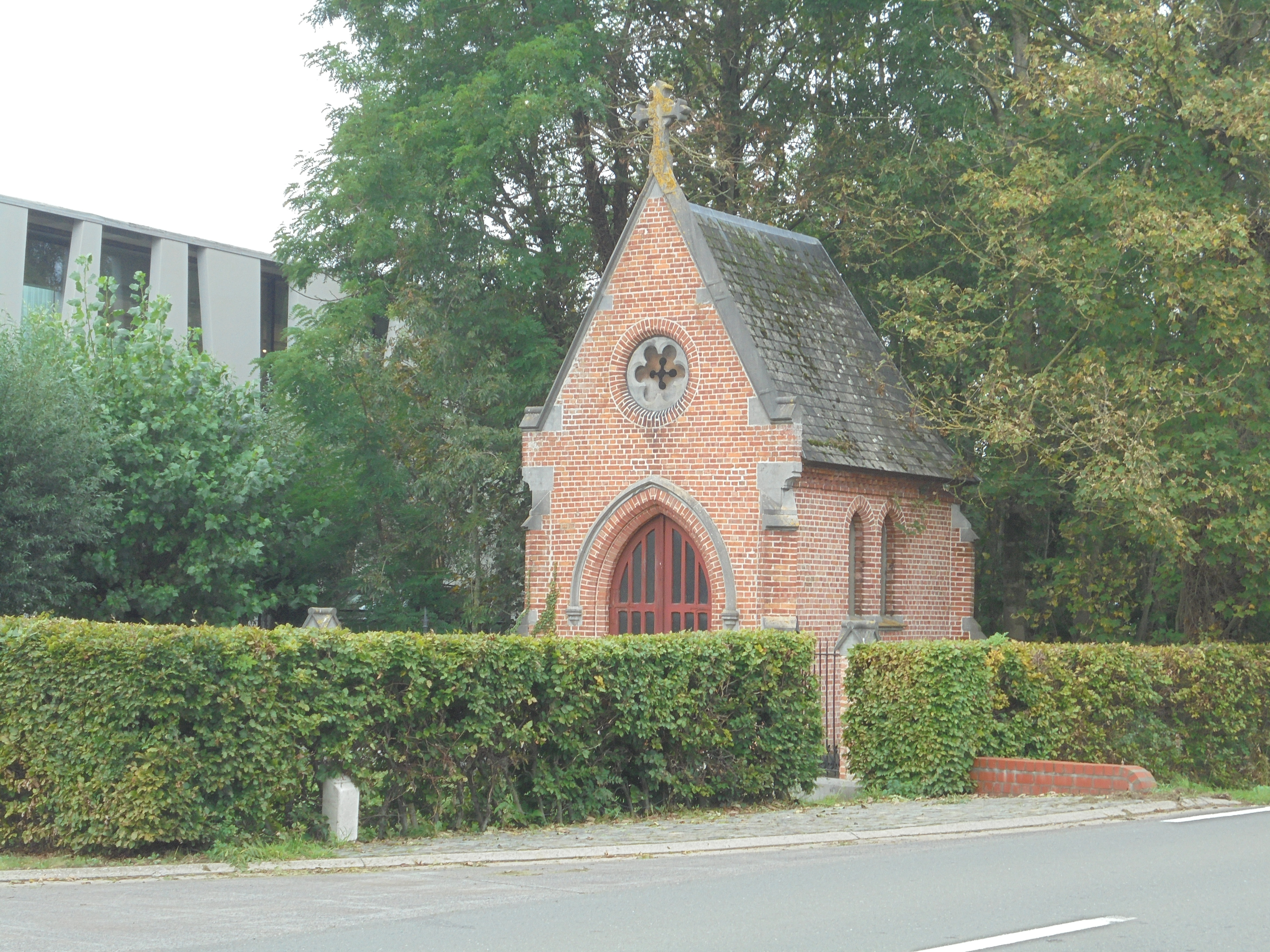
Onze-Lieve-Vrouw-van-Lourdeskapel

De Onze-Lieve-Vrouw-van-Lourdeskapel is een kapel in de tot de Oost-Vlaamse gemeente Deinze behorende plaats Nevele, gelegen aan de Biebuyckstraat.
Deze kapel werd opgericht in 1888 naar ontwerp van Joseph Vanden Heuvel. Opdrachtgever was de toenmalige burgemeester van Nevele, Léonce Mulle de Terschueren, welke het nabijgelegen kasteeltje Ter Mote bewoonde.
Het betreft een neogotische bakstenen veldkapel welke een fraai gepolychromeerd interieur heeft dat vervaardigd is door het atelier van decorateur Theodoor Janssens. Het omvat zowel figuratieve als non-figuratieve voorstellingen. De originele bidstoelen -mét naamplaatjes- zijn nog aanwezig.